# 6. Jahrtausend v. Chr.
Portal Geschichte | Portal Biografien | Aktuelle Ereignisse | Jahreskalender | Tagesartikel

◄ |
7. Jahrtausend v. Chr. |
6. Jahrtausend v. Chr. | 5. Jahrtausend v. Chr.  | ► 

60. Jh. v. Chr. |
59. Jh. v. Chr. |
58. Jh. v. Chr. |
57. Jh. v. Chr. |
56. Jh. v. Chr. |
55. Jh. v. Chr. |
54. Jh. v. Chr. |
53. Jh. v. Chr. |
52. Jh. v. Chr. |
51. Jh. v. Chr.
Das 6. Jahrtausend v. Chr. beschreibt den Zeitraum von 6000 v. Chr. bis 5000 v. Chr.

Verbreitungskarte der Obed-Kultur.

Verbreitung der regional jeweils frühesten archäologischen Kultur mit Töpferware (etwa 6000–4000 v. Chr., etwa 7,500-5,500 BP):
Westliche LBK
Alföld-Linearkeramik oder östliche LBK
Cardial- oder Impressokultur
Ertebølle-Kultur, mesolithische Kultur
Dnepr-Don-Kultur
Vinča-Kultur
La-Almagra-Kultur
Dimini-Kultur, vorher Sesklo-Kultur
Karanowo-Kultur
Kammkeramische Kultur, mesolithische Kultur
Hinweis: Die Karte ist ungenau und bedarf einer Überarbeitung; sie gibt nur die ungefähren territorialen Bedingungen einzelner Kulturen wieder.

## Zeitalter/Epoche
- 21. März 5509 v. Chr.: Schöpfungstag gemäß der Chronicon Paschale. Davon abweichend wurde im byzantinischen Reich der 1. September als Neujahrstag verwendet.
- 1. September 5508 v. Chr.: Beginn der byzantinischen Weltära Annus mundi
- Um 5500 v. Chr. endet die Mittelsteinzeit in Mitteleuropa und das Frühneolithikum der Jungsteinzeit beginnt.[2][3]
- Um 5500 v. Chr. beginnt die Obed-Zeit in Mesopotamien,[4][5] womit etwa gleichzeitig die Kupferzeit in Vorderasien anfängt.[6][7]
- 5199 v. Chr.: Schöpfungsjahr gemäß Eusebius von Caesarea und Hieronymus.

## Ereignisse
- Britannien wird vom europäischen Festland abgetrennt (siehe auch Doggerland). Ursache ist das Abschmelzen der Gletscher und der damit verbundene Anstieg des Meeresspiegels. Um 5800 v. Chr. ereignet sich ein gewaltiger Erdrutsch bei Storegga in Südwest-Norwegen. Jungsteinzeitliche Siedlungen in Schottland werden überflutet.
- Um 5510 v. Chr. wird der Bosporus überflutet. Salzwasser bricht in das Schwarze Meer ein und lässt den Meeresspiegel um mehr als 100 Meter ansteigen. Zahlreiche Siedlungen an den Ufern werden überflutet. Möglicherweise stellt diese Katastrophe einen historischen Hintergrund der Sintflut im Gilgamesch-Epos und in der Bibel dar.[8]
- Ab 5480 v. Chr. führt eine außergewöhnliche Sonnenaktivität zu einem abrupten 14C-Anstieg in der Atmosphäre.[9]
- Im Mittelmeerraum herrscht Monsun-Klima
- Ureinwohner im heutigen US-Bundesstaat Florida nutzen für mehr als 1000 Jahre den Sumpf Windover Bog als Bestattungsplatz.

## Archäologische Kulturen

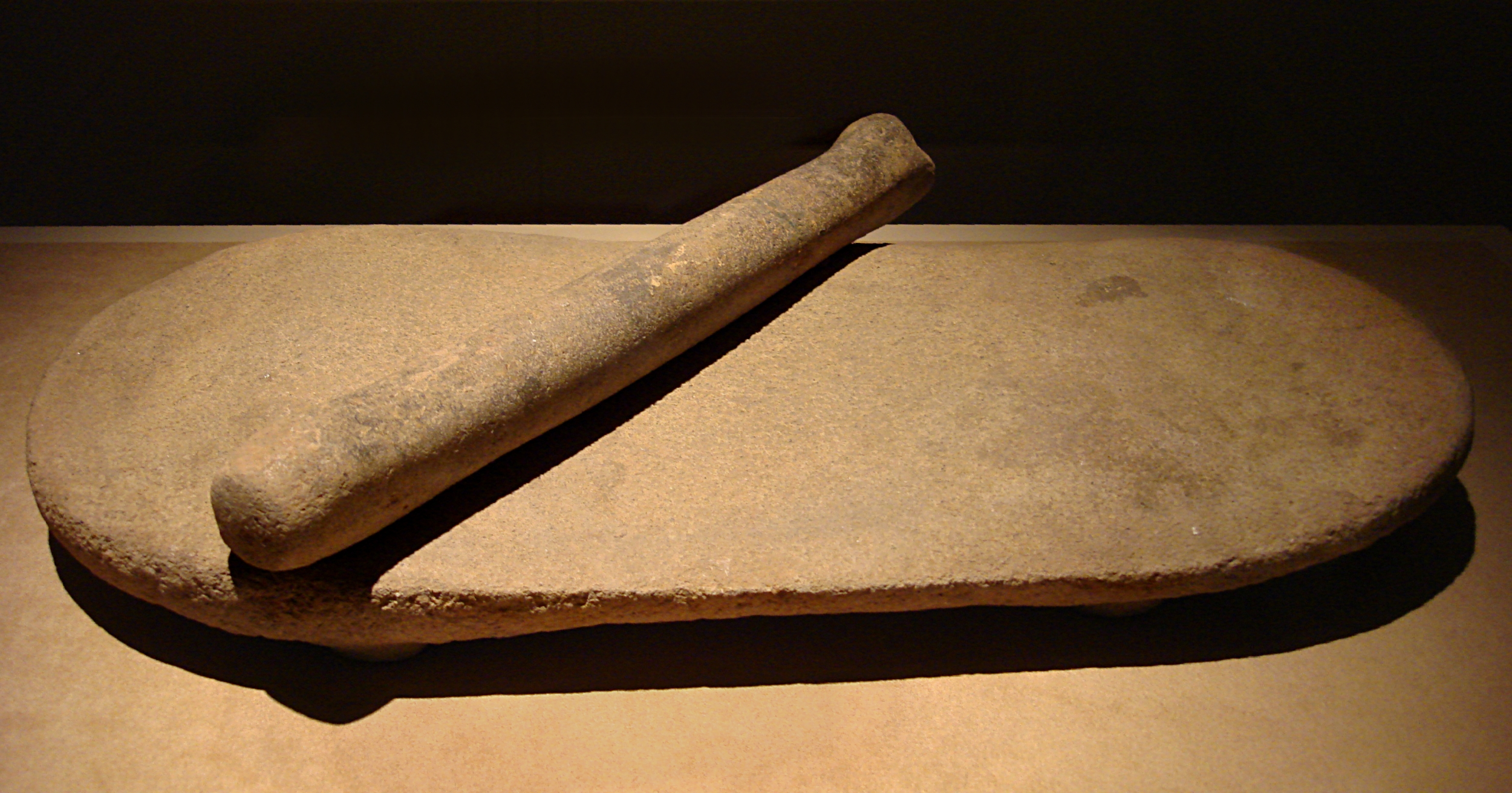
Mahlstein mit Läufer der Peiligang-Kultur

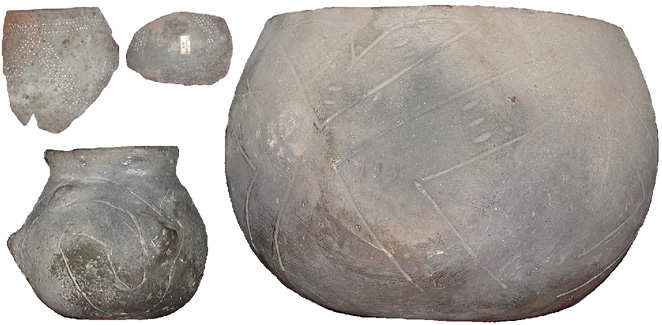
Bandkeramische Gefäße aus Mitteldeutschland im Bestand der ur- und frühgeschichtliche Sammlung der Universität Jena

### Kulturen in Ägypten
- Merimde-Kultur am Nil in Ägypten, etwa Ende des 6. Jahrtausends bis spätes 5. oder frühes 4. Jahrtausend

### Kulturen in China
- Cishan-Kultur (ca. 5400–5100 v. Chr.) und Peiligang-Kultur (ca. 5600–4900 v. Chr.)

### Kulturen in Europa
- Kultur der Bandkeramik (ca. 5500–5000 v. Chr.)
- Starčevo-Kultur (auch als Starčevo-Körös-Criș-Kultur bezeichnet) in Südosteuropa (ca. 6200–5600 v. Chr.)
- Körös-Kultur in Ungarn (ca. 6200–5600 v. Chr.)
- Vinča-Kultur 5400–4500 v. Chr. in Südosteuropa

### Kulturen in Mesopotamien

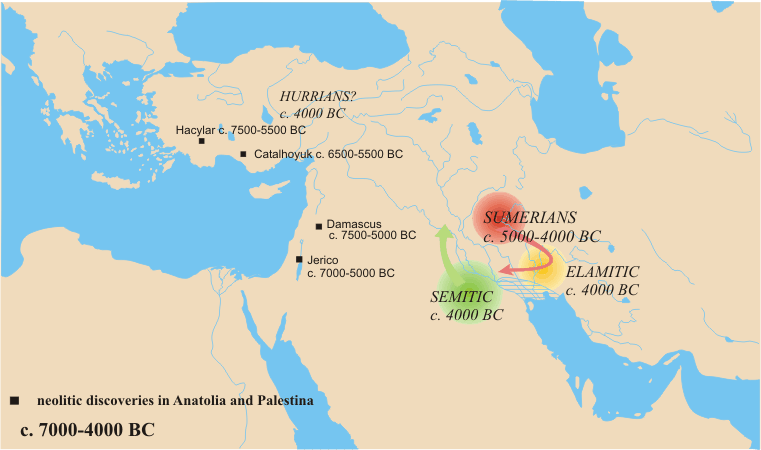
Mesopotamien 7000-4000 v. Chr.

- 6200–5700 v. Chr.: Kultur von Samarra
- 6000–5100 v. Chr.: Kultur von Hacılar
- 5900–4300 v. Chr.: Kultur von Obed

### Kulturen in Neuguinea
- In Kuk werden die ersten Bananenarten Musa ingens und Musa acuminata kultiviert

### Kulturen in Indien, Pakistan (Belutschistan)
- Mehrgarh war eine vorgeschichtliche Siedlungsgruppe in Südasien und eine der wichtigsten Fundstellen der Archäologie des frühesten Neolithikums in dieser Region. Die Überreste wurden in Belutschistan (Pakistan) auf der Kachi-Ebene in der Nähe des Bolan-Passes, westlich des Indus-Tals und zwischen den heutigen Städten Quetta, Kalat und Sibi gefunden. Die nachfolgenden Kulturabschnitte stehen in Verbindung zur späteren Indus-Kultur.
- Mehrgarh II (etwa 5500–4800 v. Chr.) und Mehrgarh III (etwa 4800–3500 v. Chr.) gehören dann bereits zum keramischen Neolithikum (Töpferware war also in Gebrauch) und zur Kupferzeit.

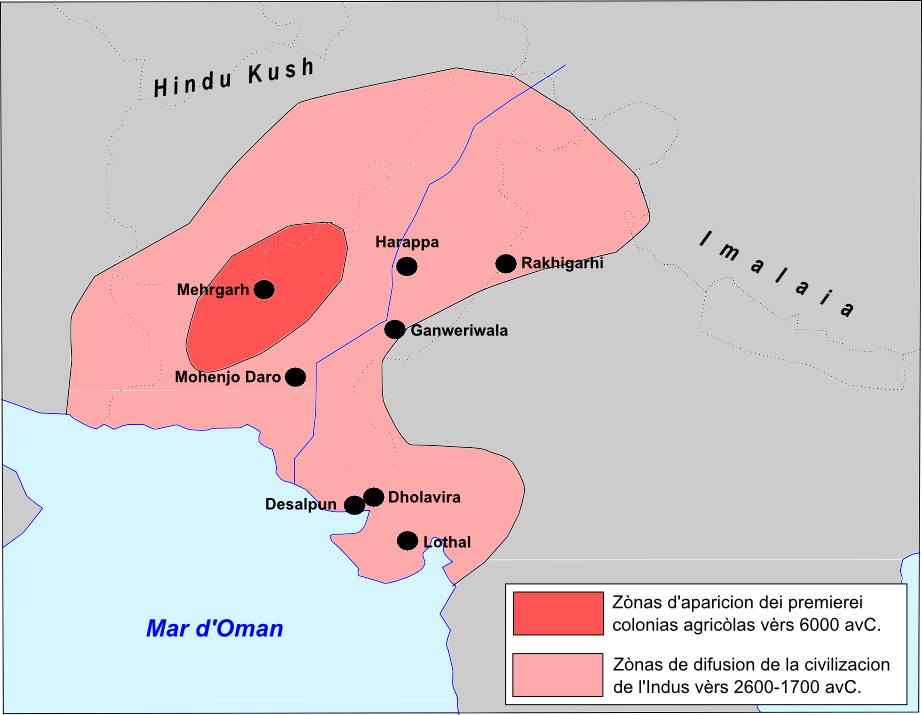
Vorläuferkulturen der späteren Indus-Kultur (rosa), etwa die vorgeschichtliche Siedlungsgruppe Mehrgarh (Präkeramisches Neolithikum) (rot)

## Persönlichkeiten
- vermutete Lebenszeit des Buddha Konagama

## Erfindungen und Entdeckungen
- Landwirtschaft im Niltal, Ägypten
- Erfindung des Pfluges

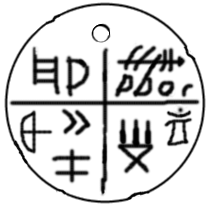
Vinča-Zeichen

- Um 6000 v. Chr. wurde das Haushuhn in China domestiziert.[10]
- Um 6000 v. Chr. wurde die Weinrebe in Kaukasien und Mesopotamien angebaut.[11]
- Um 5600 v. Chr.: frühester Ackerbau in Mitteleuropa.
- Um 5500 v. Chr.: Bewässerung von Feldern in Mesopotamien.
- Um 5500 v. Chr.: älteste Keramik in Südasien (Mehrgarh).
- Zwischen 5500 und 5300 v. Chr.: im Norden Chinas wird erstmals Hirse, vermutlich Kolbenhirse, domestiziert.
- Um 5300 v. Chr. entstehen die sogenannten Vinča-Zeichen bzw. die Donauschrift.[12][13]
- Um 5200 v. Chr.: Gründung von Tempeln in Südmesopotamien.
- 5101 v. Chr. wurden Holznägel zum Vernageln eines Holzbrunnens in Sachsen (Bandkeramischer Brunnenbau) gebraucht. Es handelt sich somit um die ältesten Holznägel der Welt; sie können anhand der Jahresringe im Holz genau datiert werden.[14]
- Um 5100 v. Chr.: Kultivierung von Mais, Bohnen, Avocados und Kürbissen in Mittelamerika.
- Um 5000 v. Chr.: Kultivierung von Reis in Asien (Ostküste Chinas).